# Hypena caurealis
Hypena caurealis är en fjärilsart som beskrevs av Louis Beethoven Prout. Hypena caurealis ingår i släktet Hypena och familjen nattflyn. Inga underarter finns listade i Catalogue of Life.